# Músculos interóseos dorsales de la mano
Los músculos interóseos dorsales de la mano son cuatro músculos que se originan en la diáfisis de los metacarpianos y se insertan en la base de la primera falange de los dedos. Actúan como flexores metacarpofalángicos y abductores de los dedos.

## Estructura
Existen cuatro interóseos dorsales en cada mano, llamados dorsales para diferenciarlos de los interóseos palmares, los cuales están ubicadas en la cara anterior de los metacarpianos.
Cada músculo interóseo dorsal tiene dos alas que se originan en puntos adyacentes de los huesos metacarpianos. El dedo índice y anular reciben la inserción de un interóseo dorsal, en el dedo medio se insertan dos, mientras que en el pulgar y el meñique no lo hace ninguno.
| #   | Origen                                                                                                  | Inserción                                                                                                |
| 1.º | en el lado radial del segundo metacarpiano y la mitad proximal del lado cubital del primer metacarpiano | en el lado radial de la base de la segunda falange proximal (dedo índice) y en la expansión del extensor |
| 2.º | en el lado radial del tercer metacarpiano y en el lado cubital del segundo metacarpiano                 | en el lado radial de la tercera falange proximal (dedo medio) y en la expansión del extensor             |
| 3.º | en el lado radial del cuarto metacarpiano y el lado cubital del tercer metacarpiano                     | en el lado cubital de la tercera falange proximal (dedo medio) y en la expansión del extensor            |
| 4.º | en el lado radial del quinto metacarpiano y el lado cubital del cuarto metacarpiano                     | en el lado cubital de la cuarta falange proximal (dedo anular) y en la expansión del extensor            |

El primer músculo interóseo dorsal es más largo que los demás. La arteria radial pasa entre sus dos haces, desde el dorso hasta la palma de la mano.
Entre las haces de los músculos interóseos dorsales dos, tres y cuatro, pasa una rama perforante del arco palmar profundo. La arteria radial pasa entre las dos haces del primer músculo interóseo dorsal.

## Inervación
Los músculos interóseos de la mano están inervados por la rama profunda del nervio cubital.

## Función
La función de estos músculos es la flexión de la articulación metacarpofalángica y la abducción (separación) de los dedos.